# Elaeocarpus myrmecophilus
Elaeocarpus myrmecophilus är en tvåhjärtbladig växtart som beskrevs av Albert Charles Smith. Elaeocarpus myrmecophilus ingår i släktet Elaeocarpus och familjen Elaeocarpaceae. Inga underarter finns listade i Catalogue of Life.